# Inter-City League
La Inter-City League, nota anche come English League South, fu una lega di hockey su ghiaccio del sud dell'Inghilterra  a partire dal 1978, quando, con la English League North, rimpiazzò la Southern League.
Nel 1982 fu rimpiazzata dalla British Hockey League, che si giocava su base nazionale.

## Vincitori
- 1978/79: Streatham Redskins
- 1979/80: London Phoenix Flyers
- 1980/81: Streatham Redskins
- 1981/82: Streatham Redskins